# Antoine Fuqua

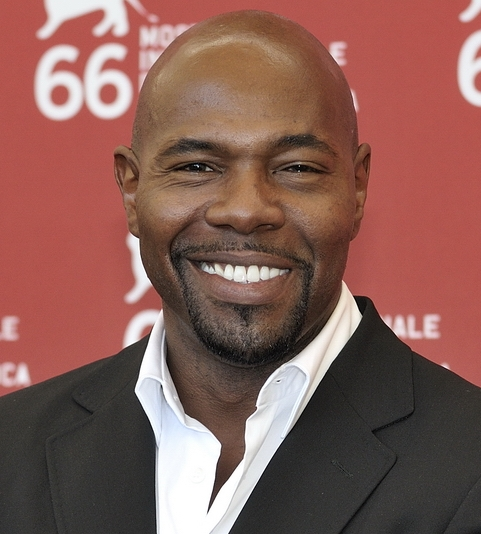
Antoine Fuqua bei den 66. Filmfestspielen von Venedig 2009

Antoine Fuqua (* 30. Mai 1965 in Pittsburgh, Pennsylvania) ist ein US-amerikanischer Regisseur von Spielfilmen, Musikvideos und Werbespots. Bekanntheit erlangte er durch seinen Kriminalfilm Training Day, für den Denzel Washington 2002 den Oscar als bester Hauptdarsteller gewann.

## Leben
Antoine Fuqua wuchs in Pittsburgh auf. Er besuchte die West Virginia State University mit einem Stipendium in Basketball, wo er später Elektrotechnik studierte. Später zog er nach New York, wo er als Produktionsassistent beim Film begann und seinen ersten Kurzfilm Exit abdrehte, der ihm zu Arbeit in der Musikvideo-Branche verhalf. In den 1980er und 1990er Jahren machte er sich als Regisseur von Musikvideos einen Namen. Er arbeitete unter anderem mit so bekannten afroamerikanischen Künstlern wie Prince, Stevie Wonder, Toni Braxton oder Usher. Die Arbeit an Coolios Musikvideo Gangsta’s Paradise (1995) wurde mit dem MTV Video Music Award für das beste Rap-Video preisgekrönt.
Nach Arbeit in der Werbebranche gab Fuqua 1998 mit dem Actionfilm The Replacement Killers – Die Ersatzkiller sein Debüt als Spielfilmregisseur in Hollywood. Die Geschichte um einen in Diensten der chinesischen Mafia stehender Auftragskiller (gespielt von Chow Yun-Fat), der sich weigert, einen Polizisten zu erschießen, wurde vom deutschen film-dienst kritisiert. Fuqua hätte sein Kinodebüt schlicht auf spektakuläre Action-Sequenzen ausgerichtet. Auch mit seinen folgenden Werken blieb Fuqua dem Action- und Thriller-Genre treu. In Bait – Fette Beute (2000) ist Jamie Foxx als ahnungsloser Lockvogel der Polizei zu sehen, der einen flüchtigen Bankräuber fassen soll. In Training Day schlüpfte Denzel Washington in seine erste Rolle als Bösewicht, einen Detective Sergeant der Drogenpolizei, der den „Krieg gegen das Verbrechen“ zu seinen eigenen kriminellen Machenschaften ausnutzt. Der Film brachte Washington 2002 den Oscar als bester Hauptdarsteller ein. Aldore Collier (Ebony) schrieb, dass Fuqua und andere afroamerikanische Regisseure wie Albert Hughes und Allen Hughes (From Hell) nicht die ersten schwarzen Filmemacher seien, die es in Hollywood zu Erfolg brächten. Ihre Regiearbeiten wären aber die ersten von Afroamerikanern, die einen beeindruckenden wirtschaftlichen Erfolg auf beiden Seiten des Atlantiks erzielen würden.
Nach dem Erfolg von Training Day inszenierte Fuqua mit Tränen der Sonne (2003) einen harten Kriegsfilm über eine US-Einheit, die eine amerikanische Ärztin aus einer Mission im vom Bürgerkrieg heimgesuchten Nigeria befreien soll. Die Produktion mit Bruce Willis und Monica Bellucci in den Hauptrollen wurde von den United States Navy SEALs unterstützt. Deutsche Kritiker bemängelten trotz eines hohen ästhetischen Niveaus eine zu deutliche propagandistische Botschaft, dass amerikanische Truppen die Welt retten müssten.
2004 inszenierte Fuqua mit Lightning in a Bottle einen Dokumentarfilm über den Blues, der in der Radio City Music Hall in New York entstand. Der Film, in dem unter anderem Natalie Cole, Bill Cosby und Macy Gray zu sehen sind, erhielt 2005 den Black Reel Award für die beste Filmkomödie oder Musical. Ein Jahr später wagte sich Fuqua mit King Arthur an eine Neuinterpretation der Artus-Sage in der die beiden britischen Schauspieler Clive Owen und Keira Knightley die Hauptrollen übernahmen. Christina Tilmann (Der Tagesspiegel) rezensierte den Film als „düsteres Winterstück aus barbarischen Zeiten“. Die Frankfurter Allgemeine Zeitung bemerkte, dass etwas „Angestrengtes“ über dem Film liege, „eine Stimmung von Durchhaltenmüssen und Zähnezusammenbeißen“. Die etwa 120 Mio. US-Dollar teure Produktion spielte rund 200 Mio. US-Dollar ein, davon ein Viertel in den USA. Nach dem Fernsehdrama Murder Book (2005) und dem 11-minütigen Kurzfilm The Call mit John Malkovich und dem Model Naomi Campbell als Priester und dunkler Engel, inszenierte Fuqua Shooter (2007) mit Mark Wahlberg als Titelhelden. Wahlberg interpretierte die Rolle eines desillusionierten Ex-Scharfschützen der US-Marines, der einem Komplott zum Opfer fallen soll. Michael Kohler (film-dienst) bemerkte eine Überpointierung in der Inszenierung des Regisseurs. Fuqua hätte die Geschichte „effektiv bebildert“, jede Szene kenne aber nur einen vorbestimmten Ausgang, jede Figur trage ihr Verfallsdatum auf der Stirn.
2009 erschien der Spielfilm Gesetz der Straße – Brooklyn’s Finest, erneut ein Polizeithriller um drei Gesetzeshüter (Richard Gere, Don Cheadle und Ethan Hawke), in der Drogenszene Brooklyns. Weitere Produktionen folgten, darunter 2014 The Equalizer, eine Adaption der gleichnamige Serie aus den 1980er Jahren. Fuqua verantwortete auch die beiden Fortsetzungen. Im September 2016 kam seine Neuverfilmung von The Magnificent Seven (Die glorreichen Sieben) in die Kinos. Er plant nun auch, „Scarface“, von dem es bereits zwei Fassungen gibt, nochmals neu zu verfilmen. 2018 und 2019 veröffentlichte er je einen Dokumentarfilm. Zunächst American Dream/American Knightmare über den Rapper Suge Knight, dann What’s My Name: Muhammad Ali.
Antoine Fuqua ist seit 1999 mit Lela Rochon verheiratet und hat drei Kinder. Sein Onkel ist der Musiker Harvey Fuqua (The Moonglows). 2007 wurde Fuqua eingeladen, der Academy of Motion Picture Arts and Sciences beizutreten.

## Musikvideos
- 1991: Hi-Five: I Like the Way (The Kissing Game)
- 1993: Chanté Moore: Love’s Taken Over
- 1993: Shanice: Saving Forever for You
- 1993: Toni Braxton: Another Sad Love Song
- 1994: Arrested Development: United Front
- 1994: Ce Ce Peniston: In the Mood
- 1994: Jaki Graham: Ain’t Nobody
- 1994: Prince: The Most Beautiful Girl in the World
- 1995: Coolio: Gangsta’s Paradise
- 1995: Queen Latifah: Freedom
- 1995: Stevie Wonder: For Your Love
- 1998: Usher: Bedtime (Version 2)
- 1999: Pras: Blue Angels

## Werbespots
- Wings for Men, Big Star Jeans, Miller Genuine Draft, Reebok, Toyota, Armani, Stanley Tools

## Filmografie
- 1998: The Replacement Killers – Die Ersatzkiller (The Replacement Killers)
- 2000: Bait – Fette Beute (Bait)
- 2001: Training Day
- 2003: Tränen der Sonne (Tears of the Sun)
- 2004: King Arthur
- 2004: Lightning in a Bottle (Dokumentarfilm)
- 2007: Shooter
- 2009: Gesetz der Straße – Brooklyn’s Finest (Brooklyn’s Finest)
- 2013: Olympus Has Fallen – Die Welt in Gefahr (Olympus Has Fallen)
- 2014: The Equalizer
- 2015: Southpaw
- 2016: Die glorreichen Sieben (The Magnificent Seven)
- 2018: The Equalizer 2
- 2021: Infinite – Lebe unendlich (Infinite)
- 2021: The Guilty
- 2022: The Terminal List – Die Abschussliste (The Terminal List, Fernsehserie)
- 2022: Bullet Train (nur Produktion)
- 2022: Emancipation
- 2023: The Equalizer 3 – The Final Chapter (The Equalizer 3)
- 2024: Rob Peace (nur Produktion)

## Auszeichnungen
- 2002: Black Reel Award für Training Day (Beste Kinoregie)
- 2004: nominiert für den Black Reel Award für Tränen der Sonne (Beste Kinoregie)
- 2005: nominiert für den Black Reel Award für Lightning in a Bottle (Beste Regie)
- 2011: nominiert für den Black Reel Award für Gesetz der Straße – Brooklyn’s Finest (Beste Regie)